# Melline Mollerus
Jkvr. Melline Mollerus (Den Haag, 29 april 1959) is een Nederlands actrice en presentatrice. Ze speelde onder meer de rol van zuster Lisette Krol in de soapserie ONM.

## Biografie
Mollerus is lid van de familie Mollerus. Na het behalen van haar vwo-diploma studeerde Melline Mollerus een jaar aan de Kunstacademie. Hierna doorliep zij de Academie voor Kleinkunst.
Na 11 jaar in theaters te hebben gespeeld, presenteerde zij van 1989 tot 1991, samen met Jochem van Gelder, het kinderprogramma Disney Club bij de NCRV. Ook presenteerde zij programma's voor Teleac en FilmNet. Van 1994 tot 2005 was zij te zien als zuster Lisette Krol in de televisieserie Onderweg naar Morgen (later ONM). Mollerus is ook actief (vanaf 1989) als voice-over en stemactrice. Zij was o.a. de stem van Assepoester in de televisie animatieserie "Sprookjesboom".

## Filmografie

### Theater
- 1983-1984: musical De Zoon van Louis Davids.
- 1984-1990: verbonden aan Jeugdtheatergroep Wederzijds.
- 1989-1991: Disneytheater, een coproductie met de NCRV.
- 1993-1994: ‘t Muztheater, voorstelling “Lieve Jelena Segejevna”.
- 2012 : “Opname” (werktheater) van Toneel Haarlem.

### Televisie
- 1989-1991: Presentatie Disney Club voor de NCRV
- 1991-1993: Presentatie Filmnet
- 1994-2005:Onderweg naar Morgen, als ‘zuster Lizette Krol’ (Endemol Producties)
- 2013 : Pilot televisieserie Vallende sterren
- 2014 : Net5 Achter Gesloten Deuren, aflevering ‘brandend schuldgevoel’
- 2015 : KRO-NCRV Het Geheim van Eyck, als verpleegkundige

### Film
- Verzamelen voor de bruid (regie Ad de Bont)
- Werk aan de Winkel als Jenny in de speelfilm ter gelegenheid van het 100-jarige bestaan V&D.
- Prooi als kantinemedewerkster in de bioscoopfilm van Dick Maas.

### Zang
- Mrs. Einstein: diverse optredens in binnen- en buitenland met o.a. de Dutch Swing College Band.

### Hoorspel
- Meisje Meis voor de VPRO
- De Heksen van Roald Dahl

### Animatieserie
- Stem van Assepoester in de televisieserie Sprookjesboom